# Jacob Mulee
Jacob Mulee (1968) é um treinador ex-futebolista profissional queniano.

## Carreira
Jacob Mulee qualificou o elenco da Seleção Queniana de Futebol para a Campeonato Africano das Nações de 2004.